# ارنست مندل

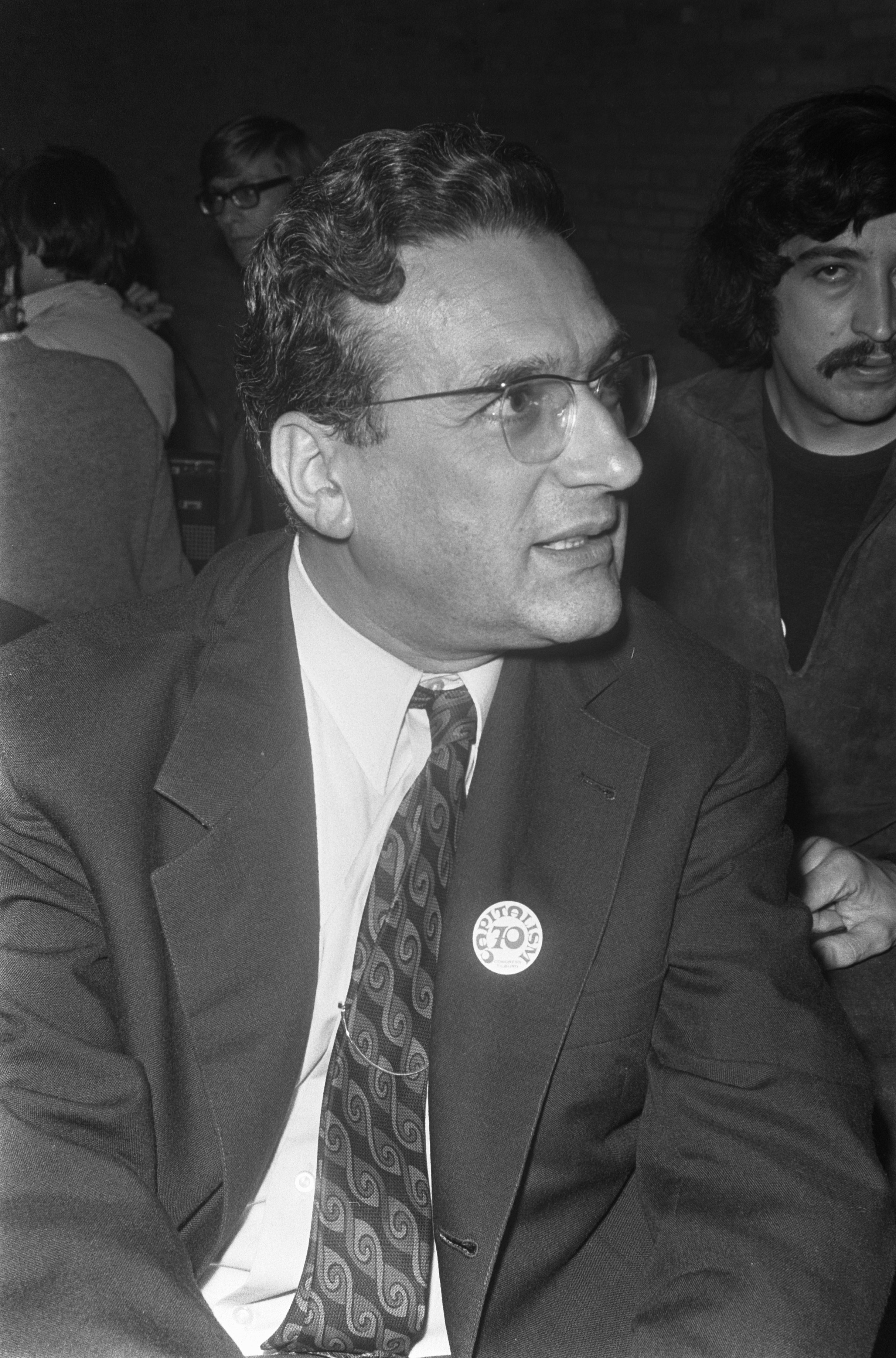
Ernest Mandel

ارنست مندل (زاده ۱۹۲۳-درگذشته ۱۹۹۵) اقتصاددان، نظریه‌پرداز و مبارز کمونیست بلژیکی و یکی از رهبران جنبش تروتسکیستی بود.
مندل در سال ۱۹۲۳ در شهر فرانکفورت آلمان در یک خانواده کمونیست و انقلابی به دنیا آمد. پدرش عضو گروه اسپارتاکیست‌ها بود و هم‌رزم رزا لوکزامبورگ و کارل لیبکنشت. طی سال‌های دهه ۱۹۳۰ گروه اسپارتاکیست‌ها از زاویه کمونیستی - انقلابی و با سر سختی هم با فاشیسم هیتلری در آلمان مبارزه می‌کرد و هم علیه ضدانقلاب استالینی در اتحاد شوروی. مندل بخش انقلابی منشعب از حزب کمونیست را در حزب سوسیالیست انقلابی سازمان داد و در بین معدنچیان و کارگران صنایع فلز به فعالیت و سازماندهی پرداخت.
در همان سالی که لئون تروتسکی توسط یکی از جاسوسان استالین کشته شد مندل ۱۷ ساله هم به عضویت بخش بلژیک بین‌الملل چهارم درآمد. با اشغال بلژیک توسط آلمان‌ها به جنبش مقاومت علیه اشغالگران پیوست و از موضع یک کمونیست و انترناسیونالیست به پخش اعلامیه‌های ضد جنگ و انقلابی در بین صفوف سربازان آلمانی پرداخت. در جریان جنگ سه بار توسط نازی‌ها دستگیر و به اردوگاه کار اجباری فرستاده شد و هربار موفق به فرار شد. در روزهای پایانی جنگ بار دیگر توسط نازی‌ها دستگیر و به اردوگاه کار اجباری در آلمان اعزام شد که در آوریل ۱۹۴۵ بار دیگر موفق به فرار از اردوگاه نازی‌ها شد.
با پایان گرفتن جنگ به فعالیت اش در جنبش سندیکائی در بلژیک ادامه می‌دهد و یکی از رهبران جناح چپ آن می‌شود، حزب PSB را تأسیس می‌کند و سردبیر نشریه آن می‌شود. او از رهبران اعتصاب عمومی سال‌های ۱۹۶۱–۱۹۶۰ بود. در سال ۱۹۶۴ به واسطه مواضع ضدسرمایه‌داری و انقلابی اش از PSB اخراج می‌شود. در سال‌های دهه ۱۹۶۰ سخت درگیر همبستگی با مبارزات ضد استعماری مردم الجزایر و انقلاب کوبا می‌شود. به دعوت چه گوارا به کوبا می‌رود تا در مباحثات برای سازمان دهی اقتصاد کوبای انقلابی شرکت کند. انترناسیونالیزم بخش لاینفکی از تفکر مارکسیزم انقلابی او بود. سال‌ها پیش تر در آن ایامی که در اسارت نازی‌ها بود آشکارا و بی واهمه به تبلیغ برابری و برادری بین زحمتکشان آلمانی، فرانسوی و انگلیسی پرداخته بود و در اثر همین تبلیغات بود که به کمک یکی از زندانبانان که بر حسب اتفاق یکی از اعضای حزب سوسیال دموکرات آلمان بود، موفق به فرار می‌شود. مور دیگر پیوستنش به بریگاردی بود که در سال ۱۹۴۹ در حمایت از انقلاب یوگسلاوی ایجاد شده بود.
مندل رویدادهای سال‌های ۱۹۶۹–۱۹۶۸ در جهان (مه ۶۸ در فرانسه، بهار پراگ، تهاجمات تت در ویتنام و …) را با شوری انقلابی دنبال وتحلیل می‌کرد و در نوشته‌هایش اهمیت آن‌ها را برای اهداف انقلاب سوسیالیستی در گستره جهانی به درستی نشان می‌داد. این امر باعث آن شد که حکومت‌های دموکراتیک بیش ازبیست کشور (فرانسه، آلمان، سوئیس، ایالات متحده آمریکا، استرالیا، زلاند نو و …) قدرت کلام، قلم و استدلالات او را تهدیدی برای امنیت ملی این قدرت مندترین کشورهای امپریالیستی دانسته، او را فردی نامطلوب ارزیابی کرده و ورودش به این کشورها را ممنوع اعلام کنند.
محدودیت‌های مسافرتی که او را اجباراً به کنج دفتر کارش فرستاده بود باعث شد تا او با انرژی و پشتکاری باور نکردنی ای به پنج زبان اصلی که تسلط کامل داشت، به نوشتن بپردازد. در سال۱۹۷۱ او حزب کارگران انقلابی را در بلژیک به وجود آورد که اتحادی بود از ادغام بسیاری از گروه‌های چپ ضد سرمایه‌داری در درون جنبش کارگری. او تا پایان عمرش از رهبران آن بود.
مندل تمام عمرش را صرف تکامل و گسترش مارکسیزم رادیکال، باز و سوسیالیزم از پائین چه در حوزه نطری و چه در حیطه عملی کرد. در مقام یک اقتصاد دان سهم مهمی نه تنها در تحلیل سرمایه به‌طور کلی و سرمایه‌داری بعد از جنگ جهانی دوم به‌طور اخص دارد، بلکه آثار آموزشی بسیاری از خود برجا گذاشت. کتاب "نظریه مارکسیستی اقتصاد" که در سال ۱۹۶۲ منتشر شد به بیش از بیست زبان ترجمه شده و تأثیر غیرقابل انکاری بر روی نسل جدیدی از مارکسیست‌ها داشته‌است. کتاب دیگرش به نام "درآمدی بر اقتصاد مارکسیستی" را دراکثر دانشگاه‌های معتبر دنیا تدریس می‌کنند. کتاب "سرمایه داری پسین" مهم‌ترین تحلیلی است از سرمایه‌داری پس از جنگ. آثار دیگرش نظیر "شکل‌گیری اندیشه اقتصادی کارل مارکس"، "امواج بلند انکشاف سرمایه داری" و "مقدمه بر چاپ اسپانیائی کتاب سرمایه"، چنان بر تحلیل و نقد اقتصاد سرمایه‌داری در نیمه دوم قرن بستم تأثیر گذاشته که به گفته پرری آندرسون: " آثار مندل نخستین آثاری هستند که با توسل به مقولات مارکسیست‌های کلاسیک به تحلیل نطری از انکشاف وجه تولید سرمایه داری در گستره جهانی در پس از جنگ جهانی دوم می‌پردازند".
آثار مندل محدود به اقتصاد نیستند و مباحث متنوعی را در برمی‌گیرند. "معنای جنگ"، "در باره فاشیسم"، "نقد کمونیزم اروپائی"، "پاسخ به آلتوسر والنشتاین" از این جمله‌اند.
مندل تنها یک نطریه پرداز مارکسیست نبود. او قبل ازهر چیز یک انقلابی و یک انترناسیونالیست بود که به فعلیت انقلاب سوسیالیستی اعتقاد داشت و برای سازمان دهی اش سخت تلاش می‌کرد. اونه تنها بارزترین چهره در سازمان دهی جنبش تروتسکیستی در بعد از جنگ تا آخرین روزهای زندگی اش بود، بلکه دراین رابطه آثار نظری بسیار با ارزشی از خو بر جا گذاشت. او ده‌ها کتاب، جزوه و مقاله در رابطه با مسالًه آگاهی طبقاتی طبقه کارگر و سازمان دهی اش به نگارش درآورد. کتاب‌های "الفبای مارکسیزم"، "از کمون تا مه ۶۸"، "انقلاب اکتبر"، "نظریه لنینیستی سازمان دهی"، "طبقه کارگر و آگاهی طبقاتی"، "کنترل کارگری، شوراهای کارگری و خودمدیریت کارگری" همگی باور ژرف او را به آرمان "سوسیالیزم از پائین" نشان می‌دهند.
دو کتاب "شوروی گورباچف به کجا می‌رود" و " قدرت و پول" آخرین نوشته‌های او هستند. در اولین مندل به تحلیل اتحاد شوروی دوران گورباچف می‌پردازد و دردومی از پدیده بوروکراسی هم در جوامع سرمایه‌داری و هم در جوامع پسا - سرمایه‌داری تحلیلی مارکسیستی ارائه می‌دهد.
در سال‌های آخر عمرش که مصادف بود با افول جنبش کارگری در غرب و فروپاشی "بلوک شرق"، سال هائی که جنبش چپ و آرمان سوسیالیزم در گستره جهانی دستخوش ضربات مهمی شده بودند، دورانی که مندل آن را عصر "بحران اعتبار سوسیالیزم" فرموله کرد، او کشورهای پنج قاره را درمی‌نوردید و با شور و با خوش‌بینی انقلابی زایدالوصفی و فارغ از هرگونه فرقه گرائی رایج بین گروه‌های چپ، به دفاع از مارکسیزم انقلابی می‌پرداخت. بارها کوشید چپ را علی‌رغم شرایط بسیار نامساعد متحد سازد. او همواره مبلغ این ایده بود که علی‌رغم شرایط کنونی تنها این چپ است که می‌تواند و می‌باید مبشر یک مارکسیزم انتقادی، غیرجزمی و رادیکال برای بنای آیندهٔ بهتر باشد.
سرانجام فعالت‌های بیش از حد بر سلامتی اش اثر گذاشت. تنها مرگ توانست او را از فعالیت بازدارد. در ۲۰ ژوئیه ۱۹۹۵ و در سن ۷۲ سالگی یک سکته قلبی به حیات این انقلابی و شاگرد مارکس که تمام زندگی اش را وقف پیکار برای رهائی بشر کرد، پایان داد. مندل میراث بسیار غنی و ارزشمندی از خود بر جا گذاشت. اما مهم‌ترین آن‌ها همانا باور خدشه ناپذیرش به ضرورت یک حزب جهانی برای انقلاب سوسیالیستی، به امکان وحدت کلیه نیروهای چپ ضدسرمایه‌داری و اعتقاد راسخ به این که با بحث، تبادل نظر و درس‌گیری از تجارب تاریخی می‌توان بر کلیه اختلافات در درون جنبش انقلابی جهانی فائق آمد. در خاتمه باید اضافه کنم هر چند که مندل در قرن بیستم می‌نوشت اما نوشته‌ها و عقایدش هم چون عقاید مارکس به قرن بیست و یکم تعلق دارند، آثار او بهترین گواه این ادعایند.